# Mot fantôme
Un mot fantôme est un mot publié dans un ouvrage faisant également autorité (par exemple un dictionnaire, un ouvrage de référence ou un texte littéraire), alors qu'il résulte d'une erreur de lexicographie (graphie ou sens erroné). Après cette publication, le mot fantôme peut être largement copié et entrer en usage légitime, ou bien être découvert et supprimé des nouvelles éditions.

## Histoire
Le terme « mot fantôme » (ghost word en anglais) apparaît pour la première fois en 1886, dans le discours annuel du président de la Philological Society, Walter William Skeat. Il y mentionne une centaine de mots fantômes dans les publications britanniques : kimes au lieu de knives dans un ouvrage de 1808, morse pour nurse dans une nouvelle de Walter Scott en 1820, etc.

## Quelques exemples de mots fantômes en langue française
- clafouti pour clafoutis[réf. nécessaire]
- contraposto pour contrapposto[réf. nécessaire]
- domburi pour donburi[réf. nécessaire]
- letchi pour litchi[réf. nécessaire]